# گالینا کمیت
گالینا کمیت (روسی: Галина Васильевна Кмит؛ ۱۶ دسامبر ۱۹۳۱ – ۲۰ آوریل ۲۰۱۹) عکاس اهل اتحاد جماهیر شوروی سوسیالیستی بود.